# Asilus nigribarbis
Asilus nigribarbis är en tvåvingeart som beskrevs av Macquart 1846. Asilus nigribarbis ingår i släktet Asilus och familjen rovflugor. Inga underarter finns listade i Catalogue of Life.